# Drielindenkapel

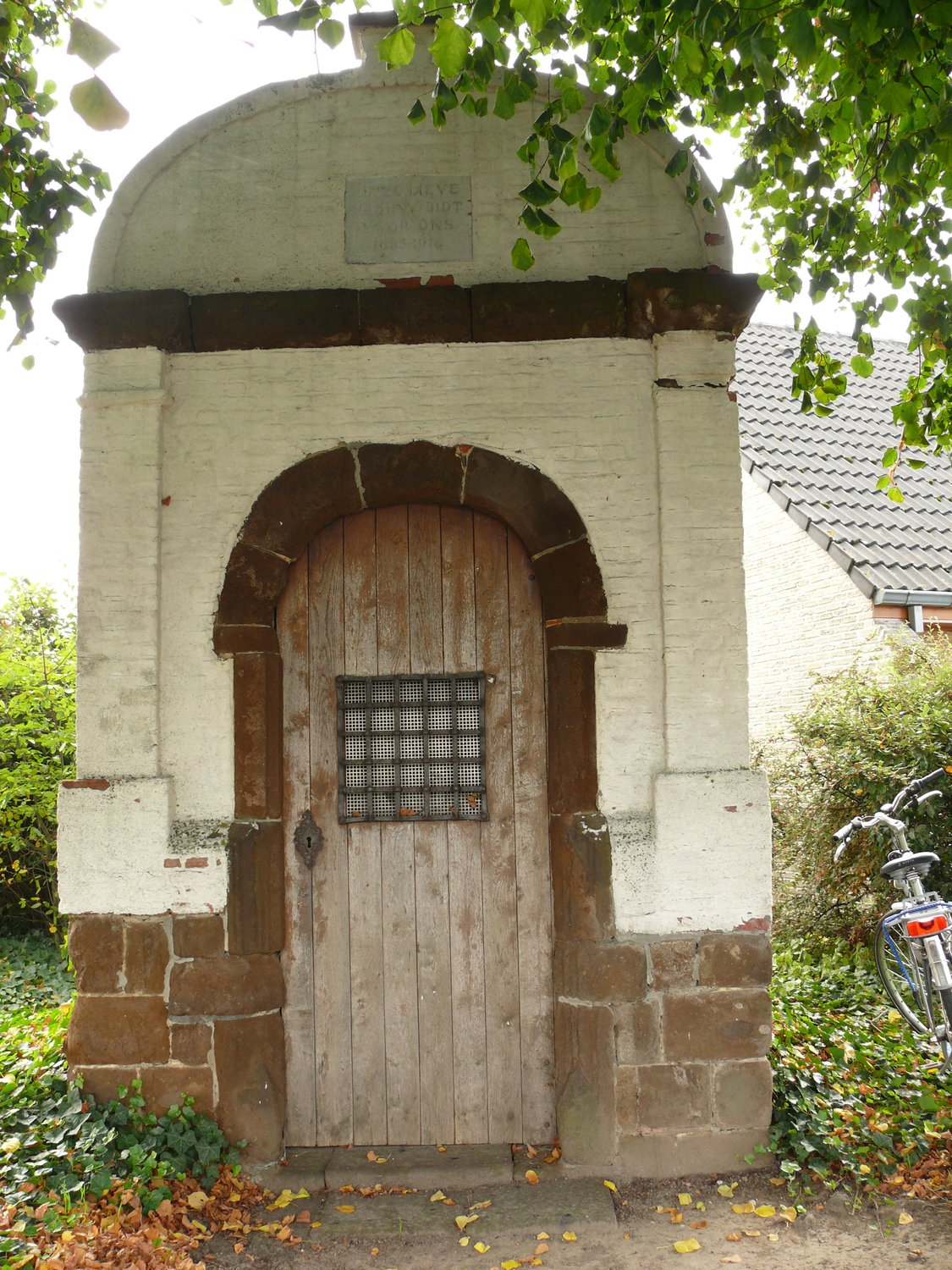
Drielindenkapel

De Drielindenkapel is een kapel in de Vlaams-Brabantse plaats Rotselaar, gelegen aan de Drielindenstraat.

## Geschiedenis
De kapel draagt de jaartallen 1685 en 1918. Naar verluidt zou de kapel ontstaan zijn na een ruzie in de 17e eeuw tussen twee boeren, waarbij een dodelijk slachtoffer viel. De nog levende boer zou als boetedoening de kapel hebben gebouwd. In 1918 werd de kapel, na een beschadiging, gerestaureerd en in 2022 volgde een algehele restauratie.

## Gebouw
De kapel heeft een rechthoekige plattegrond en is gebouwd in baksteen en ijzerzandsteen. De voorgevel wordt verlevendigd door enkele pilasters en een boogfronton. De kapel wordt omringd door drie lindebomen.